# يوتا سوزوكي
يوتا سوزوكي (باليابانية: 鈴木 雄太) (28 مايو 1987 في كاناغاوا في اليابان – )؛ هو لاعب كرة قدم سابق كان يلعب كحارس مرمى.

## وصلات خارجية
- يوتا سوزوكي على موقع رابطة كرة القدم اليابانية للمحترفين (اليابانية)
- يوتا سوزوكي على موقع قاعدة بيانات كرة القدم.إي يو (الإنجليزية)
- يوتا سوزوكي على موقع Soccerway.com (الإنجليزية)
- يوتا سوزوكي على موقع عالم كرة القدم.نت (الإنجليزية)